# Östjyllands storkrets
Östjyllands storkrets (danska: Østjyllands storkreds) är en av tio storkretsar som används vid val till Folketinget sedan 2007. Den är indelad i valkretsarna Århus Syd, Århus Vest, Århus Nord, Århus Øst, Djurs, Randers Nord, Randers Syd, Favrskov, Skanderborg, Horsens och Hedensted

## Valresultat

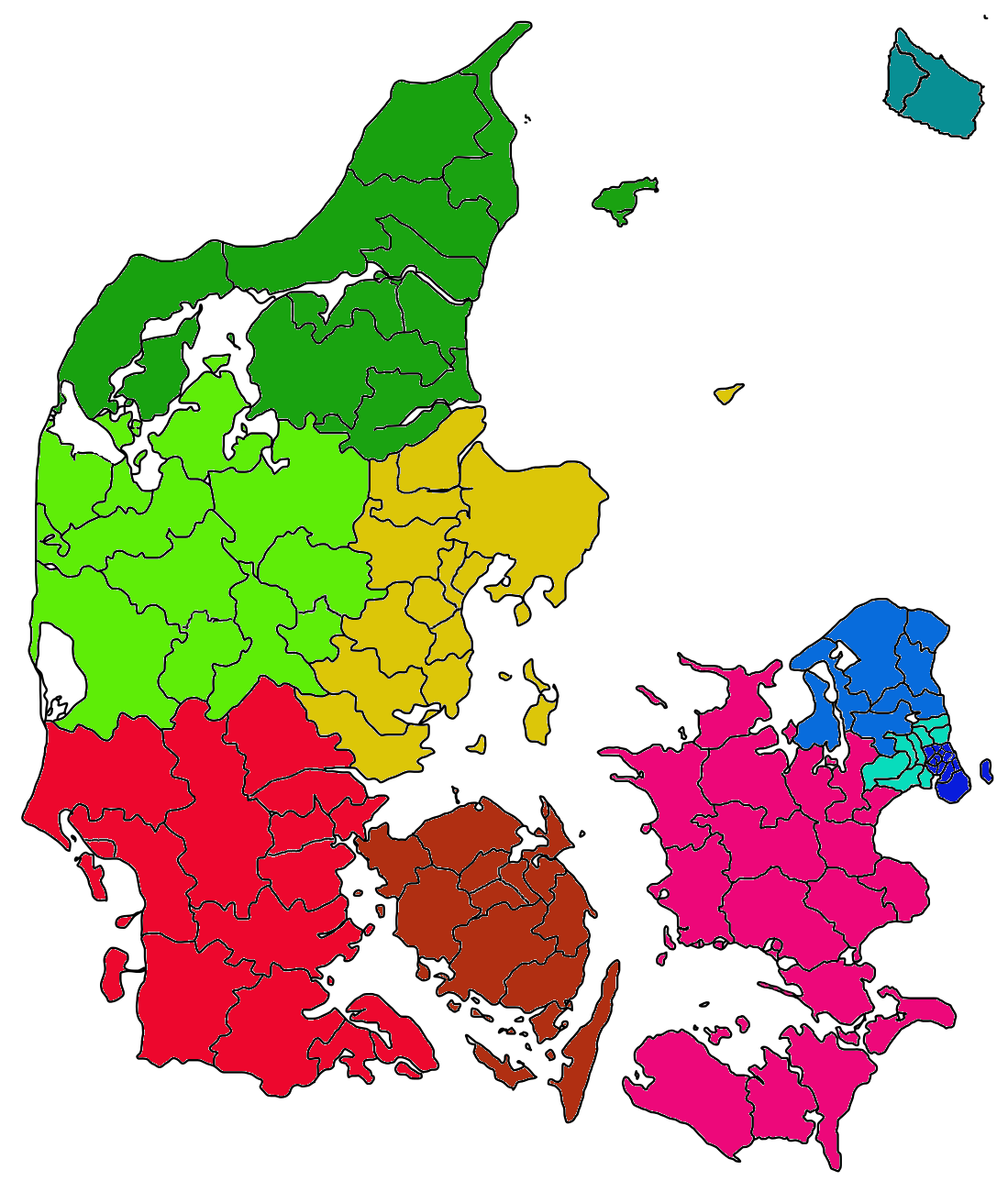
Storkretsar med Östjylland och valkretsar (avgränsade med svarta sträck)

| Parti                       | 2007    | 2011    | 2015    | 2019    | 2022    |
| --------------------------- | ------- | ------- | ------- | ------- | ------- |
| Socialdemokratiet           | 27,6    | 27,2    | 27,3    | 25,8    | 26,8    |
| Venstre                     | 27,0    | 27,3    | 18,7    | 22,6    | 13,1    |
| Socialistisk Folkeparti     | 13,3    | 9,0     | 4,4     | 8,2     | 9,0     |
| Dansk Folkeparti            | 12,2    | 10,4    | 18,9    | 7,8     | 2,0     |
| Det Konservative Folkeparti | 8,7     | 3,7     | 2,8     | 5,7     | 4,7     |
| Radikale Venstre            | 5,4     | 10,4    | 4,9     | 9,9     | 4,6     |
| Liberal Alliance            | 2,9     | 4,9     | 8,3     | 2,9     | 9,8     |
| Enhedslisten                | 2,1     | 6,3     | 7,4     | 7,1     | 5,7     |
| Kristendemokraterne         | 0,8     | 0,6     | 1,0     | 2,1     | 0,5     |
| Alternativet                |         |         | 6,1     | 3,4     | 3,8     |
| Nye Borgerlige              |         |         |         | 2,0     | 3,5     |
| Stram Kurs                  |         |         |         | 1,5     |         |
| Klaus Riskær Pedersen       |         |         |         | 0,7     |         |
| Moderaterne                 |         |         |         |         | 8,7     |
| Danmarksdemokraterne        |         |         |         |         | 7,0     |
| Frie Grønne                 |         |         |         |         | 0,8     |
| Partilösa                   | 0,0     | 0,0     | 0,2     | 0,1     | 0,1     |
| Röstande                    | 462 399 | 482 475 | 484 305 | 496 062 | 506 365 |

## Valda
| Krets                       | 2007 | 2011 | 2015 | 2019 | 2022                                                                                         |
| --------------------------- | --- | --- | --- | --- | -------------------------------------------------------------------------------------------- |
| Socialdemokratiet           | Svend Auken, Henrik Dam Kristensen, Kirsten Brosbøl, Torben Hansen, Leif Lahn Jensen, René Skau Björnsson, Anne-Marie Meldgaard | Nicolai Wammen, Henrik Dam Kristensen, Maja Panduro, Kirsten Brosbøl, Leif Lahn Jensen, Jens Joel, Torben Hansen                      | Nicolai Wammen, Kirsten Brosbøl, Henrik Dam Kristensen, Maja Panduro, Jens Joel, Leif Lahn Jensen, Daniel Toft Jakobsen | Nicolai Wammen, Henrik Dam Kristensen, Leif Lahn Jensen, Camilla Fabricius, Jens Joel, Malte Larsen, Daniel Toft Jakobsen | Nicolai Wammen, Leif Lahn Jensen, Jens Joel, Malte Larsen, Thomas Monberg, Camilla Fabricius |
| Venstre                     | Karen Jespersen, Michael Aastrup Jensen, Troels Lund Poulsen, Kim Andersen, Anne-Mette Winther Christiansen, Eyvind Vesselbo    | Lykke Friis, Troels Lund Poulsen, Michael Aastrup Jensen, Kim Andersen, Karen Jespersen, Anne-Mette Winther Christiansen, Fatma Øktem | Jakob Ellemann-Jensen, Britt Bager, Michael Aastrup Jensen, Troels Lund Poulsen                                         | Jakob Ellemann-Jensen, Michael Aastrup Jensen, Britt Bager, Troels Lund Poulsen, Fatma Øktem, Heidi Bank                  | Jakob Ellemann-Jensen, Michael Aastrup Jensen, Troels Lund Poulsen                           |
| Socialistisk Folkeparti     | Pernille Frahm, Eigil Andersen, Jonas Dahl                                                                                      | Jonas Dahl, Eigil Andersen | Jonas Dahl | Kirsten Normann Andersen, Charlotte Broman Mølbæk                                                                         | Kirsten Normann Andersen, Charlotte Broman Mølbæk, Sofie Lippert                             |
| Dansk Folkeparti            | Morten Messerschmidt, Hans Kristian Skibby, Kim Christiansen                                                                    | Kim Christiansen, Hans Kristian Skibby, Mette Hjermind Dencker                                                                        | Mette Hjermind Dencker, Hans Kristian Bundgaard-Skibby, Tilde Bork, Kim Christiansen, Claus Kvist Hansen                | Hans Kristian Skibby, Mette Hjermind Dencker                                                                              | Nick Zimmermann                                                                              |
| Det Konservative Folkeparti | Henriette Kjær, Tom Behnke | Tom Behnke | Naser Khader | Mona Juul | Mona Juul                                                                                    |
| Radikale Venstre            | Morten Østergaard | Morten Østergaard, Liv Holm Andersen, Jeppe Mikkelsen                                                                                 | Morten Østergaard | Morten Østergaard, Katrine Robsøe, Anne Sophie Callesen                                                                   | Zenia Stampe                                                                                 |
| Liberal Alliance            | Anders Samuelsen | Ole Birk Olesen | Ole Birk Olesen, Carsten Bach                                                                                           | Ole Birk Olesen | Alex Vanopslagh, Jens Meilvang, Louise Brown                                                 |
| Enhedslisten                | Per Clausen | Per Clausen | Nikolaj Villumsen, Søren Egge Rasmussen                                                                                 | Nikolaj Villumsen | Mai Villadsen                                                                                |
| Alternativet                | | | Josephine Fock | Torsten Gejl | Torsten Gejl                                                                                 |
| Nye Borgerlige              | | | | Lars Boje Mathiesen | Lars Boje Mathiesen                                                                          |
| Moderaterne                 | | | | | Nanna W. Gotfredsen, Jon Stephensen                                                          |
| Danmarksdemokraterne        | | | | | Hans Kristian Skibby                                                                         |